# Pompa membranowa

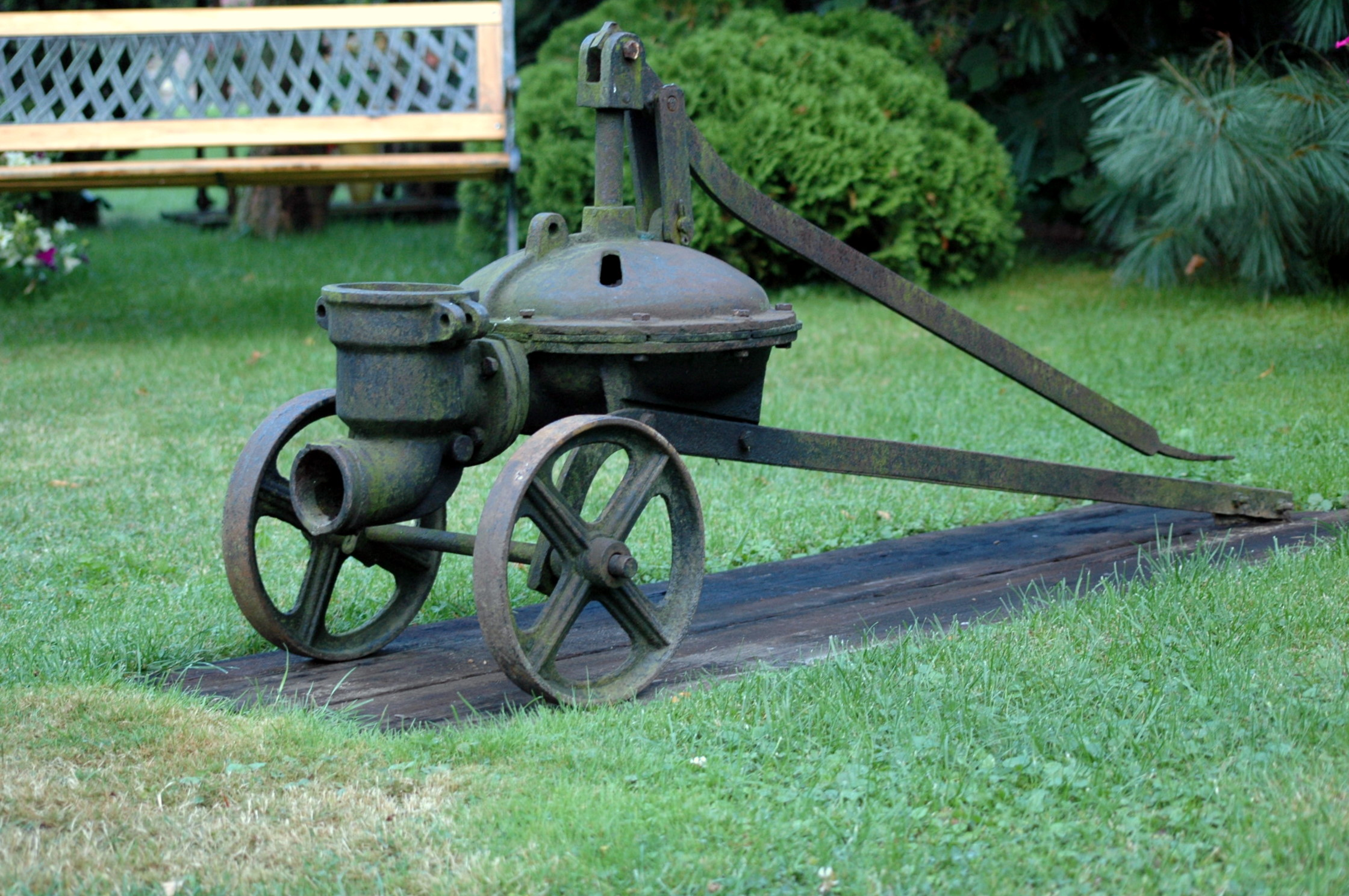
Zastosowanie pompy membranowej do pompowania ścieków

Pompa membranowa – to pompa wyporowa. Organem roboczym jest membrana wykonana z elastomeru, tworzywa sztucznego. Pierwsze pompy membranowe były nazywane pompami przeponowymi. Skórzana membrana była poruszana za pomocą dźwigni siłą ludzkich rąk. 

Zasada działania pompy membranowej

Pompy membranowe pneumatyczne - Pierwsze samoczynnie działające pompy membranowe powstały później, a do ich napędu wykorzystano sprężone powietrze, które jest cyklicznie wtłaczane pod membranę, która zostaje wypchnięta. W tej konstrukcji występują dwie membrany połączone wałkiem. W efekcie ruch jednej membrany powoduje ruch drugiej, a układ współpracujących zaworów zwrotnych ustala jednokierunkowy przepływ i blokuje powrót cieczy do komory pompy. Pompy membranowe pneumatyczne od początku istnienia zyskują coraz większą popularność za sprawą różnorodnych materiałów konstrukcyjnych oraz niskich cen zakupu. Wykonanie pneumatyczne w połączeniu z tworzywami przewodzącymi ładunek elektryczny znalazły zastosowanie w strefach zagrożenia wybuchem za sprawą braku doprowadzonego napięcia elektrycznego. Drastyczne podwyżki cen energii elektrycznej w Europie w myśl tworzonych celów NET-ZERO spowodowały, że użytkownicy pomp zaczęli szukać alternatyw, a producenci pomp membranowych szukają rozwiązania, aby zastosować napęd elektryczny.
Pompy membranowe elektryczne. Pierwsze pompy z pojedynczą membraną powstały na początku lat 50 dwudziestego wieku. Jedna membrana napędzana tłokiem sprawdza się jako pompa dozująca. Pompy dwumembranowe również doczekały się elektrycznego odpowiednika. Pompy EODD zachowują swoją dotychczasową konstrukcję, a zamiast dotychczasowego dystrybutora powietrza producenci montują układ wodzikowy, który przekształca ruch obrotowy silnika w ruch posuwiczno-zwrotny membrany. Ta konstrukcja pozwala wyeliminować kompresor i podłączyć pompę bezpośrednio do prądu elektrycznego, ale ma swoje ograniczenia. Zajmuje więcej miejsca i nie może pracować pracować przy zamkniętym rurociągu tłocznym, co może doprowadzić do uszkodzeń. Dużo niższy koszt zasilania sprawił, że to rozwiązanie wraz dopasowaną automatyką znalazło swoich zwolenników. Innym rodzajem konstrukcji jest technologia QUANTUM PGP. Pompa dwumembranowa ze strumieniowym silnikiem zamontowanym pomiędzy membranami pozwoliła pompie zachować wszystkie użyteczne cechy pompy pneumatycznej oraz dodała nowe, np. obniżyła poziom hałasu.
Podział pomp membranowych ze względu na źródło napędzania:
- pompa ręczna
- pompa pneumatyczna AODD
- pompa elektryczna
  - EODD
  - QUANTUM PGP

Podział pomp membranowych ze względu na charakter pracy:
- pompa dozująca, służy do pompowania powtarzalnych porcji pompowanej cieczy,
- pompa transferowa to pompa, której zadaniem jest przepompowanie cieczy z punktu A do punktu B w ramach potrzeb bieżących,
- pompa procesowa, pompa której zadaniem jest ciągłe pompowanie cieczy w cyklach produkcyjnych.

Przykładową konstrukcję pompy membranowej pokazuje rysunek. Membrana (1) napędzana cięgnem (2) na przemian powiększa lub pomniejsza objętość komory roboczej (3). Samoczynnie zamykające lub otwierające się zawory: ssawny (4) i tłoczny (5) - pozwalają przepompowywać ciecz z rurociągu ssawnego do tłocznego.

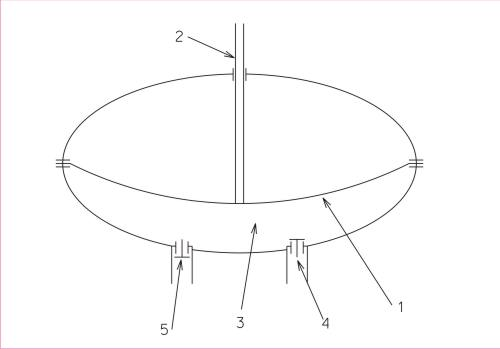
Schemat pompy membranowej

Pompa membranowa charakteryzuje się brakiem przecieków. Z tego powodu używana jest do pompowania cieczy zanieczyszczonych i toksycznych.